# Pellenes geniculatus
Pellenes geniculatus là một loài nhện trong họ Salticidae.
Loài này thuộc chi Pellenes. Pellenes geniculatus được Eugène Simon miêu tả năm 1868.